# Adrienne Portia Deya Abazene
Adrienne Portia Deya Abezene est une inspectrice des Douanes centrafricaine. Elle est Présidente de la Fédération des Associations des Femmes Entrepreneures de Centrafrique (FAFECA) Bangui.

## Biographie

### Scolarité et débuts
Adrienne Portia Deya Abazene est diplômée de l'École d'Administration du Cameroun, spécialiste en gestion de risque financier, activiste sociale et Présidente de la Fondation Philémon Selebangue.
Analyste en gestion des risques financiers et du changement stratégique, elle a occupé le poste de Conseiller chargé des finances pour le compte de l'Ambassade de la Centrafrique auprès de la Belgique.

### Carrière
Adrienne Portia Deya Abazene est correspondante nationale du Bureau Régional de liaison Chargée du Renseignement (BRLAC) depuis 2019.
Elle a occupé de hautes fonctions au sein de l'Administration des Douanes Centrafricaines; particulièrement à la Direction Régional N° 1.
Elle a commencé sa carrière à la douane en 2019, intégrée comme fonctionnaire d'Etat. Remarquée par la hiérarchie, on  lui a confié la présidence de la commission transport et logistique du comité d'organisation de la vingt-deuxième réunion du comité des experts.
En 2022, elle a été promue cheffe de la deuxième brigade douanière de Bangui. Cette même année, elle a présidé le comité d'organisation de la journée Internationale de la Douane (JID) célébrée chaque année le 26 janvier, cette journée spéciale souligne les efforts des hommes et des femmes qui travaillent dans l'administration douanière.

### Vie et activités sociales
En 2023, elle fonde FAFECA (Fédération des Associations des Femmes Entrepreneures de Centrafrique)  qui est un réseau des associations Centrafricaine des femmes entrepreneures qui promeut entrepreneuriat et le leadeurship féminin. Cette association met en avant dans ces actions les initiatives locales pour encourager la consommation des produits locaux à travers les foires agricoles.
Elle apporte régulièrement son appui en faveur des enfants triplés, soutient les actions humanitaires menées par de nombreuses artistes.
En 2024, elle initie la première édition du SANEF (Salon National de l'Entrepreneuriat Féminin).